# 1987 Голяма награда на Детройт
1987 Голяма награда на Детройт е 6-о за Голямата награда на Детройт и пети кръг от сезон 1987 във Формула 1, провежда се на 21 юни 1987 година на пистата Детройт (градска писта) в Детройт, Мичиган, САЩ.

## Репортаж
Това е втора победа на Айртон Сена за тази ГП както и за болида с активно окачване. Победата в Монако преди три седмици е доказано за Лотус, че новата система работи, така както е и по улиците на Детройт. Преди състезанието в Детройт състезанието е преместено като 5-о за сезон 1987 поради работата по новите боксове на пистата Жил Виньов в Канада. Това е за втори път след 1967 когато не се провежда ГП поради реконструкцията на трасето. Това е последна победа за Лотус преди да затвори врати през 1994.
В петък Найджъл Менсъл е най-бърз и във всичките квалификационни сесии пред Лотус-а на Сена и Уилямс-а на Пикет. В петък валеше вечерта, но в събота сутрин трасето е сухо. В последната сесия Сена за кратко отне пола но после Менсъл си го върна с време 1:39.264. Тиери Бутсен от Бенетон се класира 4-ти пред действащия шампион Ален Прост който е 5-и пред Еди Чийвър класирайки 6-и. Следващата редица е италианска с Алборето и Фаби 7-и и 8-и, следвани от Рикардо Патрезе със своя Брабам 9-и и Дерек Уорик 10-и. 26-има състезатели започнаха състезанието с Паскал Фабре стартирайки последен с 14 секунди от времето на Менсъл.
Менсъл поведе след първия завой пред Сена, Пикет, Чийвър който изпревари Прост и Бутсен, Фаби и други. За Сатору Накаджима състезанието не се протече по най-добрия план като остана последен на първия завой след това имаше контакт с Марч-а на Иван Капели преди да отпадне от състезанието поради още един инцидент този път с Минарди-то на Адриан Кампос. В края на първата обиколка класирането е Менсъл, Сена, Пикет, Чийвър, Фаби, Алборето, Прост и Бутсен. В 3-та обиколка американеца успя да мине пред Уилямс-а след като бразилеца излезе от трасето като донесе и боклуци по болида. Това даде шанс и на Тео Фаби да изпревари Пикел малко по-късно. Нелсън трябваше да спре за да може механиците да почистят болида му, докато Чийвър и Фаби имаха контакт което прати и двамата да посетят механиците си. Италианецът не продължи в надпреварата след този инцидент, докато Алекс Кафи от Осела получи повреда на неговата трансмисия. Това даде шанс на Алборето да мине на 3-та позиция. В 10-а обиколка Менсъл е с пет секундна преднина пред Сена, с Алборето с още 23 секунди на трета позиция. Ероуз-а на Уорик удари стената със задна дясна гума огъната на едната страна поради наклонено задно дясно окачване. Пикет прогресира в колоната като в 17-а обиколка вече е зад Макларън-а на Йохансон. Шведа имаше проблем с болида си след като намиращия зад Пикет, Брабам на Патрезе също го изпревари. Докато шведа бавно се насочваше към пита, механиците на Закспийд трябваше да угасят пожара излязал от задната част от болида на Мартин Брандъл.
Менсъл вече е 18.8 секунди пред Сена но започна да изпитва проблеми с десния си крак. Микеле Алборето също един от претендендите за подиум получи повреда в скоростната кутия след като Прост и съотборника му Бергер го изпревариха. Найджъл посети механиците но 18 секунди е ужасяващо, след като задна дясна гума не можеше да влезе правилно. Това даде шанс на Сена да излезе начело с най-добра обиколка с време 1:40.464. Усещайки, че е бърз със старите си гуми от останалите които са с нови гуми бразилеца реши да завърши състезанието без да спира в бокса. Механиците на Лотус чакаха да дойде водача в състезанието но не дойде, след като Сена вече имаше почти половин минута преднина пред втория Прост. По това време Менсъл вече изпитваше признаци на изтощение, като главата му се върти от едната на другата страна в кокпита. След състезанието той потвърди че всеки път когато минава през пита, той си мислеше че спира. Междувременно драма се случи на старт-финалната права като задната дясна гума на Тирел-а управляван от Филип Стрейф се откачи. За щастие гумата нямаше контакт с останали пилоти приизждващи към тази секция. Менсъл продължаваше да изостава като Пикет, Прост и Бергер последователно го изпревариха и затворен с обиколка от лидера Сена. Все пак успя да финишира 5-и зад Чийвър който е на две обиколки зад британеца. Със Сена на първа позиция нищо не го заплашва към своята 6-а победа 3 обиколки преди финала, с вероятност за дъдж което се случи след края на състезанието. Това е и последна победа за Лотус преди да се разпадне в края на сезон 1994. Сена обясни че гумите му са издържали цялата дистанция поради две причини: обиколките които той намалявал скоростта за да охлади спирачките и чудесното каране благодарение на активното окачване.

## Класиране

### Състезание
| Поз    | No | Пилот             | Конструктор            | Оби. | Време/Отпадане | Място | Точки |
| ------ | -- | ----------------- | ---------------------- | ---- | -------------- | ----- | ----- |
| 1      | 12 | Айртон Сена       | Лотус-Хонда            | 63   | 1:50:16.358    | 2     | 9     |
| 2      | 6  | Нелсън Пикет      | Уилямс-Хонда           | 63   | + 33.819       | 3     | 6     |
| 3      | 1  | Ален Прост        | Макларън-ТАГ-Порше     | 63   | + 45.327       | 5     | 4     |
| 4      | 28 | Герхард Бергер    | Ферари                 | 63   | + 1:02.601     | 12    | 3     |
| 5      | 5  | Найджъл Менсъл    | Уилямс-Хонда           | 62   | + 1 Об.        | 1     | 2     |
| 6      | 18 | Еди Чийвър        | Ероуз-Мегатрон         | 60   | + 3 Об.        | 6     | 1     |
| 7      | 2  | Стефан Йохансон   | Макларън-ТАГ-Порше     | 60   | + 3 Об.        | 11    |       |
| 8      | 10 | Кристиан Данер    | Закспийд               | 60   | + 3 Об.        | 16    |       |
| 9      | 7  | Рикардо Патрезе   | Брабам-БМВ             | 60   | + 3 Об.        | 9     |       |
| 10     | 25 | Рене Арну         | Лижие-Мегатрон         | 60   | + 3 Об.        | 21    |       |
| 11 (1) | 3  | Джонатан Палмър   | Тирел-Форд             | 60   | + 3 Об.        | 13    |       |
| 12 (2) | 14 | Паскал Фабре      | АГС-Форд               | 58   | + 5 Об.        | 26    |       |
| Отп    | 20 | Тиери Бутсен      | Бенетон-Форд           | 52   | Спирачки       | 4     |       |
| Отп    | 26 | Пиеркарло Гинзани | Лижие-Мегатрон         | 51   | Съединител     | 23    |       |
| Отп    | 4  | Филип Стрейф      | Тирел-Форд             | 44   | Колело         | 14    |       |
| Отп    | 30 | Филип Алио        | Ларус-Форд             | 38   | Инцидент       | 20    |       |
| Отп    | 27 | Микеле Алборето   | Ферари                 | 25   | Ск.кутия       | 7     |       |
| Отп    | 24 | Алесандро Нанини  | Минарди-Мотори Модерни | 22   | Ск.кутия       | 18    |       |
| Отп    | 9  | Мартин Брандъл    | Закспийд               | 16   | Турбо          | 15    |       |
| Отп    | 17 | Дерек Уорик       | Ероуз-Мегатрон         | 12   | Инцидент       | 10    |       |
| Отп    | 16 | Иван Капели       | Марч-Форд              | 9    | Електро        | 22    |       |
| Отп    | 19 | Тео Фаби          | Бенетон-Форд           | 6    | Инцидент       | 8     |       |
| Отп    | 21 | Алекс Кафи        | Осела-Алфа Ромео       | 3    | Трансмисия     | 19    |       |
| Отп    | 8  | Андреа де Чезарис | Брабам-БМВ             | 2    | Ск.кутия       | 17    |       |
| Отп    | 23 | Адриан Кампос     | Минарди-Мотори Модерни | 1    | Инцидент       | 25    |       |
| Отп    | 11 | Сатору Накаджима  | Лотус-Хонда            | 0    | Инцидент       | 24    |       |

- Номерата в скоби са местата за естествено пълени двигатели за трофея Джим Кларк.

## Класиране след състезанието
| Поз | Пилот             | Точки |
| --- | ----------------- | ----- |
| 1   | Айртон Сена       | 24    |
| 2   | Ален Прост        | 22    |
| 3   | Нелсон Пикет      | 18    |
| 4   | Стефан Йохансон   | 13    |
| 5   | Найджъл Менсъл    | 12    |
| 6   | Герхард Бергер    | 9     |
| 7   | Микеле Алборето   | 8     |
| 8   | Андреа де Чезарис | 4     |

| Поз | Конструктор        | Точки |
| --- | ------------------ | ----- |
| 1   | Макларън-ТАГ-Порше | 35    |
| 2   | Уилямс-Хонда       | 30    |
| 3   | Лотус-Хонда        | 27    |
| 4   | Ферари             | 17    |
| 5   | Брабам-БМВ         | 4     |
| 6   | Ероуз-Мегатрон     | 4     |
| 7   | Закспийд           | 2     |
| 8   | Тирел-Форд         | 2     |